# Логан Маршалл-Грін
Ло́ган Ма́ршалл-Грін (англ. Logan Marshall-Green) (нар. 1 листопада 1976, Чарлстон, Південна Кароліна) — американський кіно- та телеактор, відомий за ролями у фільмах «Бруклінські копи», «Прометей» та серіалах («Закон і порядок», «24», «Темно синій» та ін.).

## Особисте життя
Він одружився з акторкою Даяною Гаетою в 2012 році.  У пари є син (2014 р.н.). Гаета подала на розлучення з Маршалл-Грін 5 квітня 2019 року. Розлучення було завершено 23 липня 2020 року.

## Фільмографія

### Кіно
| Рік  |    | Українська назва                | Оригінальна назва               | Роль                               |
| ---- | -- | ------------------------------- | ------------------------------- | ---------------------------------- |
| 2004 | кф | Доброта незнайомців             | англ. The Kindness of Strangers | Рей                                |
| 2005 | ф  | Алхімія                         | англ. Alchemy                   | Мартін                             |
| 2005 | ф  | Великий Рейд                    | англ. The Great Raid            | роль                               |
| 2007 | ф  | Крізь Всесвіт                   | англ. Across the Universe       | Пако                               |
| 2009 | ф  | Бруклінські копи                | англ. Brooklyn's Finest         | Мелвіл Пентон                      |
| 2010 | ф  | Диявол                          | англ. Devil                     | Механік, Ентоні «Тоні» Янековський |
| 2012 | ф  | Прометей                        | англ. Prometheus                | Чарлі Холлоуей                     |
| 2013 | ф  | Коли я вмирала                  | англ. As I Lay Dying            | Джуел                              |
| 2013 | ф  | Погляд зими                     | англ. Cold Comes the Night      | Біллі                              |
| 2014 | ф  | Пані Боварі                     | англ. Madame Bovary             | маркіз                             |
| 2015 | ф  | Запрошення                      | англ. The Invitation            | Вілл                               |
| 2016 | ф  | Сноуден                         | англ. Snowden                   | пілот                              |
| 2016 | ф  | Чорний пес, рудий пес           | англ. Black Dog, Red Dog        | Стівен                             |
| 2017 | ф  | Пісочний замок                  | англ. Sand Castle               | сержант Бекер                      |
| 2017 | ф  | Людина-павук: Повернення додому | англ. Spider-Man: Homecoming    | Джексон Брайс / Шокер              |
| 2018 | ф  | Апгрейд                         | англ. Upgrade                   | Грей Трейс                         |
| 2021 | ф  |                                 | англ. How It Ends               | Нейт                               |
| 2022 | ф  | Спокута кохання                 | англ. Redeeming Love            | Пол                                |
| 2024 | ф  | Ручна поклажа                   | англ. Carry-On                  | Олкотт                             |

### Телебачення
| Рік       |   | Українська назва                    | Оригінальна назва                       | Роль                                 |
| --------- | - | ----------------------------------- | --------------------------------------- | ------------------------------------ |
| 2003      | с | Закон і порядок: Спеціальний корпус | англ. Law & Order: Special Victims Unit | Мітч Вілкенс (Епізод: "Soulless")    |
| 2004      | с | Закон і порядок                     | англ. Law & Order                       | Кайл Меллорс (Епізод: "Evil Breeds") |
| 2005      | с | 24                                  | англ. 24                                | Річард Хеллер (6 серій)              |
| 2005      | с | Чужа сім'я                          | англ. The O.C.                          | Трей Етвуд (9 серій)                 |
| 2007      | с | Traveler                            | англ. Traveler                          | Тайлер Фоґ (8 серій)                 |
| 2009—2010 | с | Темно синій                         | англ. Dark Blue                         | Дін Бендіс (20 серій)                |
| 2016      | с | Куоррі                              | англ. Quarry                            | Мак Конвей (8 серій)                 |
| 2017—2018 | с |                                     | англ. Damnation                         | Крілі Тернер (10 серій)              |
| 2019      | с |                                     | англ. When They See Us                  | Робертс (Епізод: "Part Four")        |
| 2020      | с |                                     | англ. Shadowplay                        | Моріц (8 серій)                      |
| 2021—2022 | с | Безмежне небо                       | англ. Big Sky                           | Тревіс Стоун (18 серій)              |